# Prvenstvo Splitskog nogometnog podsaveza 1938./39.
I razred
| Poredak | Klub                 | Utakmica | Pobjeda | Neodlučeno | Poraza | Postigli golova | Primili golova | Gol-razlika | Bodova |
| ------- | -------------------- | -------- | ------- | ---------- | ------ | --------------- | -------------- | ----------- | ------ |
| 1.      | Split                | 10       | 7       | 3          | 0      | 28              | 4              | +24         | 17     |
| 2.      | Majstor s mora Split | 10       | 8       | 1          | 1      | 39              | 7              | +32         | 17     |
| 3.      | AŠK Split            | 10       | 5       | 0          | 5      | 10              | 23             | -13         | 10     |
| 4.      | Građanski Dubrovnik  | 10       | 2       | 3          | 5      | 12              | 29             | -17         | 7      |
| 5.      | Nada Split           | 10       | 2       | 1          | 7      | 6               | 33             | -27         | 5      |
| 6.      | Osvit Šibenik        | 10       | 1       | 2          | 7      | 6               | 25             | -19         | 4      |

- RNK Split je - kao prvak SNP - zajedno s ostalim hrvatskim i slovenskim klubovima (Slavija Varaždin i Ljubljana) odbio sudjelovati u kvalifikacijama za Nacionalnu ligu. U narednoj sezoni je nastupao u Hrvatsko-slovenskoj ligi.

II razred
Prvak II razreda Val Kaštel Stari
| Poredak | Klub             | Utakmica | Pobjeda | Neodlučeno | Poraza | Postigli golova | Primili golova | Gol-razlika | Bodova |
| ------- | ---------------- | -------- | ------- | ---------- | ------ | --------------- | -------------- | ----------- | ------ |
| 1.      | Val Kaštel Stari | :        | :       | :          | :      | :               | :              | :           | :      |
| 2.      | :                | :        | :       | :          | :      | :               | :              | :           | :      |
| 3.      | :                | :        | :       | :          | :      | :               | :              | :           | :      |

III razred
Prvak III razreda Zmaj Makarska
| Poredak | Klub                  | Utakmica | Pobjeda | Neodlučeno | Poraza | Postigli golova | Primili golova | Gol-razlika | Bodova |
| ------- | --------------------- | -------- | ------- | ---------- | ------ | --------------- | -------------- | ----------- | ------ |
| 1.      | Zmaj Makarska         | :        | :       | :          | :      | :               | :              | :           | :      |
| :       | Jadran Kaštel Sućurac | :        | :       | :          | :      | :               | :              | :           | :      |
| :       | Urania Baška Voda     | :        | :       | :          | :      | :               | :              | :           | :      |
| :       | Orkan Dugi Rat        | :        | :       | :          | :      | :               | :              | :           | :      |
| :       | Borac Drvar           | :        | :       | :          | :      | :               | :              | :           | :      |
| :       | Unac Drvar            | :        | :       | :          | :      | :               | :              | :           | :      |
| :       | Junak Sinj            | :        | :       | :          | :      | :               | :              | :           | :      |

| Prvenstva Splitskog nogometnog podsaveza | Prvenstva Splitskog nogometnog podsaveza |
| --- | ---------------------------------------- |
| |                                          |
| 1920. • 1920./21. • 1921. • 1921./22. • 1922./23. • 1924. • 1924./25. • 1925. • 1926. • 1927. • 1928. • 1929. • 1930. • 1931. • 1932. • 1933. • 1935. • 1936. • 1937. • 1937./38. • 1938./39. • 1939./40. • 1940./41. • |                                          |

| Prvenstva Splitskog nogometnog podsaveza | Prvenstva Splitskog nogometnog podsaveza |
| --- | ---------------------------------------- |
| |                                          |
| 1920. • 1920./21. • 1921. • 1921./22. • 1922./23. • 1924. • 1924./25. • 1925. • 1926. • 1927. • 1928. • 1929. • 1930. • 1931. • 1932. • 1933. • 1935. • 1936. • 1937. • 1937./38. • 1938./39. • 1939./40. • 1940./41. • |                                          |